# Wishmaster 3: Beyond the Gates of Hell
Wishmaster 3: Beyond the Gates of Hell (br: O Mestre dos Desejos 3 - Além da Porta do Inferno / pt: Wishmaster 3 - A Pedra do Mal) é um filme de terror, produzido nos Estados Unidos em 2001, coescrito por Peter Atkins e Alex Wright e dirigido por Chris Angel.
Foi lançado diretamente em vídeo, filmado em agosto de 2000 em locações em Winnipeg, Canadá (Universidade de Manitoba), e classificado como proibido para menores de 16 anos por conter cenas de extrema violência, sexo e linguagem obscena.
Teve uma quarta continuação, O Mestre dos Desejos 4 (2002).

## Sinopse
Ao acidentalmente despertar Djinn, durante uma pesquisa na universidade, Diana, que estuda religiões e mitologia antiga, viverá a maior aventura de sua vida enquanto tenta fugir em meio a uma matança desenfreada. Levada a estranhos lugares e esconderijos, ela descobre que o único jeito de derrotar o ser é invocando um arcanjo para que lute contra Djinn e o derrote para sempre.

## Elenco
- John Novak … Djinn
- A.J. Cook … Diana Collins
- Tobias Mehler … Greg Janson / Anjo Miguel
- Jason Connery … Professor Joel Barash
- Louisette Geiss … Katie York
- Aaron Smolinski … Billy Matthews
- Emmanuelle Vaugier … Elinor Smith
- Daniella Evangelista … Anne
- Sarah Carter … Melissa Bell
- Kate Yacula … Diana (jovem)
- Rick Skene … Ted Collins
- Jan Skene … Mary Collins
- Muriel Hogue … Sr.ª Kauflan
- Chad Bruce … Paramédico
- Jenny Pudavick … Jose Rodriguez
- Sarah Carter … Melissa Bell
- Ruth Dubuisson … Demónia #1
- Angela Jackson … Demónia #2
- Clayton T. Stewart … Estudante (não creditado)

## Filmes da franquia
- 1997 — Wishmaster
- 1999 — Wishmaster 2: Evil Never Dies
- 2002 — Wishmaster 4: The Prophecy Fulfilled